# ビストロン
『ビストロン』は、核P-MODELの1枚目となるアルバムである。2004年10月7日に平沢進の自主レーベルであるテスラカイトより発売された。イラク戦争おける各国政府のプロパガンダ戦争と、1979年のP-MODELの1作目のアルバム『IN A MODEL ROOM』以来となる、ジョージ・オーウェルのデストピア小説『1984年』がコンセプトベースとなっている。

## 概要
「太陽系亞種音」の物語の続編となる、世界の実像を映し出すビストロンと、マスメディアを通じて人為的に放出され誤った世界像を見せるアンチ・ビストロンにまつわる物語を主軸にしたコンセプト・アルバム。同時期の平沢ソロ作品や初期P-MODEL同様ディストピアをテーマとしており、平沢作品の中でも特に攻撃的、批評的な表現が目立つ。改訂期のP-MODELで多用された平沢ソロ的手法は幾分抑えられ、よりテクノポップ的なサウンドとなっている。
ジャケットにはバンド名とタイトルが特殊な書体で書かれており、少なくともタイトルは神代文字の1種である豊国文字である。CDのレーベル面には扇子の絵があしらわれており、ライブでは同じデザインのものが実際に使用された。
ライブ｢トーキョー・ビストロン｣では足元にステンレス製の燻炭器が設置されていた。農業用品を使用した理由について平沢は次のように語っている。

## 収録曲
1. 二重展望3 - Dual Perspective 3
1981年頃P-MODELで演奏されていた二重展望シリーズの3作目[1]。過去作同様曲中にギミックが施されており、1つのメロディがドラムパターンの変化によって異なるものに聞こえるようになっている。
ライブ「トーキョー・ビストロン」では二重展望3.1～3.4としてアレンジされ、それぞれ1～4日目のオープニングSEとして流された。3.1～3.3は2005年に「核P-MODELライブ達成記念」にてダウンロード販売され、3.4はDVD「LIVE VISTORON」と、CD「LIVEの方法2 導入のマジック」にライブ音源が収録されている。
2020年4月1日に平沢進の誕生日記念に「Gift2020(二重展望2020)」がmp3として配信された。
2. Big Brother
元ネタはイギリス出身の作家ジョージ・オーウェルの小説『1984年』に登場するビッグ・ブラザー。平沢は「初期のP-MODELにこのタイトルの曲が無いのが不思議なくらいだ」と話していた。
2008年にはギター中心にアレンジされたシングル『BigBrother～可逆的分離態様』がレコードショップ「メカノ」限定で発売された。

平沢進公式サイトにて無料配信されている。
3. アンチ・ビストロン - Anti-Vistoron
意図的に音楽をナメた曲になるよう作られており、歌詞も「ファイファイ屋」「超ウザイ」「オーオーでアーアー」など平沢が普段用いないフレーズが多用されている。
2005年には別アレンジされたシングル『アンチ・ビストロン(Mecano Version)』がレコードショップ「メカノ」限定で発売された。
4. 崇めよ我はTVなり - Adore me, I am TV
イントロでジョージ・W・ブッシュの2002年の一般教書演説でのサンプルが使用されている。
5. 巡航プシクラオン - Cruise Psyclaon
イントロのコーラスは『妄想代理人 オリジナルサウンドトラック』収録の「培養」を低くしたものである。
6. 暗黒πドゥアイ - Darkness π duai
ライブではシャウト繋がりで、「Solid Air 2005」とのメドレーで歌われている。
『核P-MODELライブ達成記念』でマイナーバージョンがダウンロード販売されている。
7. パラ・ユニフス - Para-Uniphs
8. Space hook
9. ビストロン - Vistoron
『時空の水』収録の「スケルトン・コースト公園」の民謡パートをエディットした音が使用されている。
10. アンチモネシア - Antimonesia
『第6フォルマント』収録の「ふいご吹きの男」で、アレンジバージョンがBGMとして使用されている。
FUJI ROCK FESTIVAL 2021にて、テスラコイルを使用して演奏された。

## 参加ミュージシャン
- 平沢進 - ボーカル、シンセサイザー